# Zaklínač (seriál, 2019)
Zaklínač (v anglickém originále The Witcher) je akční fantasy dramatický televizní seriál od Lauren Schmidt Hissrichové. Je založený na stejnojmenném cyklu povídek a románů od polského spisovatele Andrzeje Sapkowského. Seriál je zveřejněn na Netflixu. První řada měla premiéru dne 20. prosince 2019.
Zaklínač se odehrává ve středověkém světě na tzv. Kontinentě a sleduje příběh Geralta z Rivie (Henry Cavill), osamělého lovce netvorů, který je poután osudem k čarodějce Yennefer z Vengerbergu (Anya Chalotra) a princezně Cirille (Freya Allan). První řada seriálu je založena na krátkých povídkách obsažených v knihách Poslední přání a Meč osudu, které dějově předchází hlavnímu cyklu. Zaměřuje se na události, které utvořily hlavní tři postavy, a na jejich následné setkání.
Dne 13. listopadu 2019 bylo oznámeno, že seriál získal druhou řadu. Uvedena byla 17. prosince 2021.
Na podzim 2021 byla ohlášena třetí řada seriálu, jejíž natáčení začalo začátkem roku 2022.

## Obsazení

### Hlavní role
- Henry Cavill jako Geralt z Rivie: lovec netvorů s magickými schopnostmi známý jako „zaklínač“.
- Anya Chalotra jako Yennefer z Vengerbergu: čarodějka a členka Bratrstva čarodějů.
- Freya Allan jako princezna Ciri / Cirilla: princezna Cintry, která má magické schopnosti.
- Joey Batey jako Marigold (Jaskier): potulný bard. Geraltův přítel.
- MyAnna Buring jako Tissaia de Vries: rektorka Arethusy, akademie pro výchovu mladých čarodějek.
- Royce Pierreson jako Istredd: čaroděj, který se spřátelil s Yennefer.
- Eamon Farren jako Cahir: nilfgaardský šlechtic a armádní důstojník.
- Mimi Ndiweni jako Fringilla Vigo: nilfgaardská čarodějka, která trénovala po boku Yennefer.
- Wilson Radjou-Pujalte jako Dara: mladý elf.
- Anna Shaffer jako Triss Ranuncul (Triss Merigold): čarodějka a dvorní mág království Temerie.
- Mahesh Jadu jako Vilgefortz: čaroděj.
- Tom Canton jako Filavandrel
- Mecia Simson jako Francesca Findabair
- Kim Bodnia jako Vesemir

### Vedlejší role
- Lars Mikkelsen jako Stregobor: čaroděj a mentor Istredda.
- Jodhi May jako královna Calanthé: královna království Cintry a babička princezny Cirilly.
- Adam Levy jako Myšilov (Mousesack): dvorní druid Cintry.
- Björn Hlynur Haraldsson jako král Eist Tuirseach: manžel královny Calanthé.
- Emma Appleton jako princezna Renfri: loupežnice a bývalá princezna.
- Maciej Musiał jako sir Lazlo
- Tobi Bamtefa jako sir Danek
- Therica Wilson-Read jako Sabrina Glevissig: čarodějka, která trénovala po boku Yennefer.
- Shaun Dooley jako král Foltest království Temerie
- Terence Maynard jako Artorius Vigo: čaroděj a strýc Fringilly.
- Judit Fekete jako Vanielle z Brugge
- Josette Simon jako Eithné: vládkyně dryád.
- Nóra Trokán jako generálka dryád
- Anna-Louise Plowman jako Zola
- Ania Marson jako Voleth Meir
- Graham McTavish jako Sigismund Dijkstra
- Ed Birch jako Vizimir
- Chris Fulton jako Rience

### Hostující role
- Mia McKenna-Bruce jako Marilka
- Natasha Culzac jako Toruviel
- Amit Shah jako Torque
- Jason Thorpe jako Ostrit
- Ben Lambert jako král Virfuril z Aedirnu
- Jade Croot jako princezna Adda
- Julian Rhind-Tutt jako Giltine
- Isobel Laidler jako královna Kalis z Lyrie
- Blair Kincaid jako Crach an Craite
- Gaia Mondadori jako Pavetta
- Bart Edwards jako Urcheon z Erlenwaldu / Duny
- Marcin Czarnik jako Ronin Mage
- Lucas Englander jako Chireadan
- Adele Oni jako Téa
- Colette Dalal Tchantcho jako Véa
- Jordan Renzo jako Eyck z Denesle
- Jeremy Crawford jako Yarpen Zigrin
- Ron Cook jako Borch Tři Kavky
- Ella-Rae Smith jako Fola
- Francis Magee jako Yurga
- Kristofer Hivju jako Nivellen
- Agnes Born jako Vereena
- Basil Eidenbenz jako Eskel
- Jota Castellano jako Gwain
- Nathanial Jacobs jako Everard
- Chuey Okoye jako Merek
- Kevin Doyle jako Ba'lian
- Adjoa Andoh jako Nenneke
- Aisha Fabienne Ross jako Lydia van Bredevoort
- Simon Callow jako Codringher
- Liz Carr jako Fenn
- Rebecca Hanssen jako Meve
- Richard Tirado jako Demavend
- Edward Rowe jako Henselt
- Luke Cy jako Ethain
- Sam Hazeldine jako Eredin
- Cassie Clare jako Philippa Eilhart

## Produkce

### Vývoj
V květnu 2017 byl Netflixem oznámen začátek produkce anglického dramatického seriálu, jenž je založen na cyklu povídek a románů od Andrzeje Sapkowského.
V prosinci roku 2017 byla najata do role showrunnera Lauren Schmidt Hissrich. V lednu 2018 bylo oznámeno, že byl dokončen scénář pilotního dílu. V dubnu 2018 Lauren Schmidt Hissrich napsala, že první řada bude mít 8 dílů. V dubnu 2017 bylo oznámeno, že Andrzej Sapkowski bude na seriálu působit jako tvůrčí poradce, avšak v lednu 2018 odmítl jakoukoli účast na projektu Nicméně se v dubnu 2018 setkal s Lauren Schmidt Hissrichovou, a ta následně v květnu 2018 uvedla, že Sapkowski je součástí tvůrčího týmu. V srpnu 2018 bylo uvedeno, že Andrew Laws je produkčním designérem. V prosinci téhož roku se k projektu přidali režiséři Alik Sakharov a Charlotte Brändström.
V říjnu roce 2018 bylo potvrzeno, že první řada bude složena z osmi epizod. V dubnu 2019 bylo oznámeno, že řada bude mít premiéru na konci roku 2019. Na konci října 2019 bylo upřesněno, že se premiéra seriálu uskuteční dne 20. prosince 2019.
Dne 13. listopadu 2019 bylo oznámeno objednání druhé řady. Produkce druhé řady by měla začít na začátku roku 2020 v Londýně a uvedena by měla být v roce 2021.

### Scénář
Děj první řady seriálu byl vyprávěn nepřímočaře (nelineárně). Lauren Schmidt Hissrich uvedla, že se inspirovala filmem Dunkerk režiséra Christophera Nolana z roku 2017. Hissrichová taktéž doplnila, že Yennefer a Cirilla dostaly na televizních obrazovkách více prostoru, protože chtěla, aby publikum postavy a jejich životy, příběhy, motivace, cesty a nesnáze pochopilo. Příběh druhé řady se dle Hissrichové bude zakládat na té první, bude však více jednotný a postavy budou spolu častěji komunikovat a interagovat.

### Casting

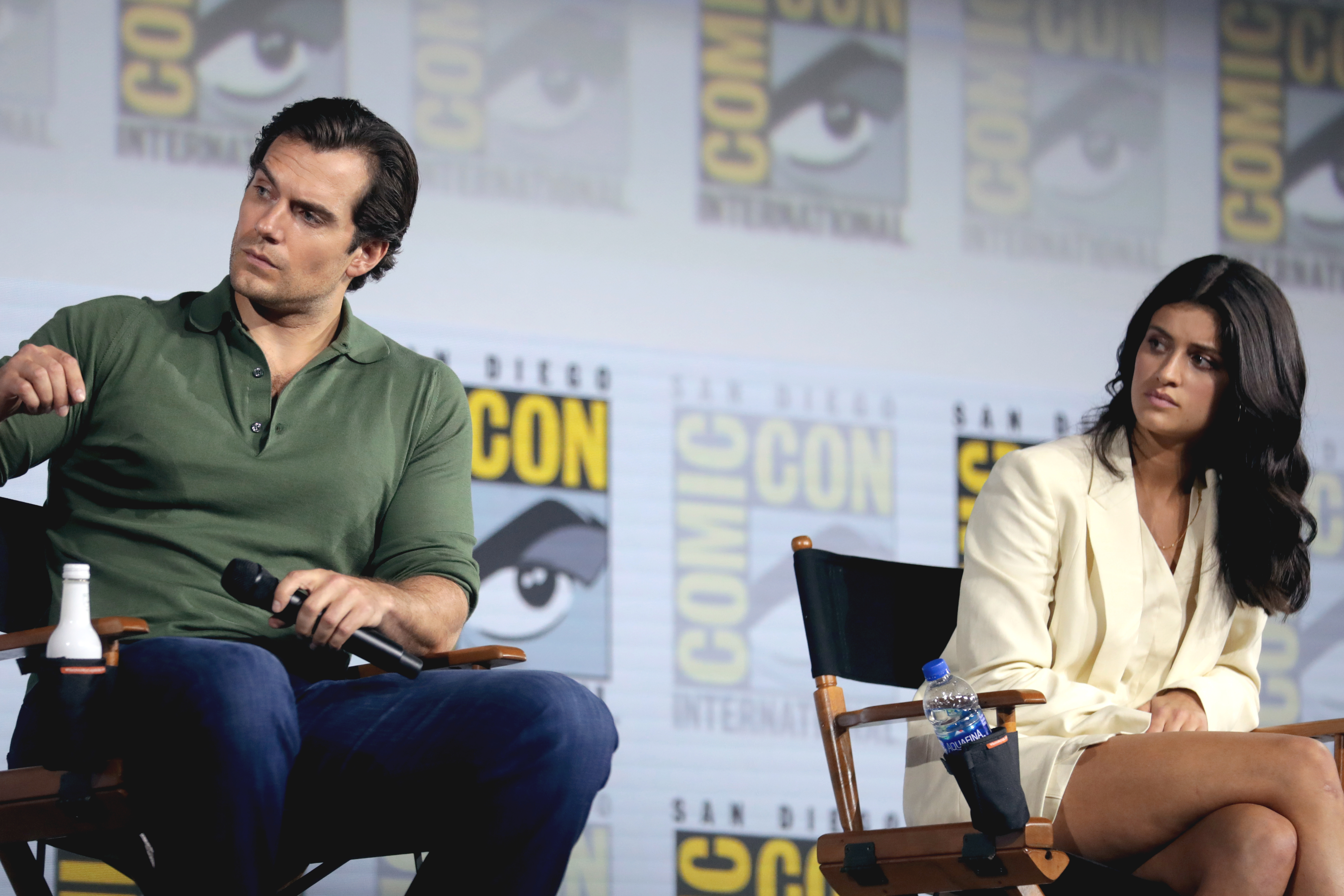
Henry Cavill a Anya Chalotra v roce 2019 na San Diego Comic-Conu

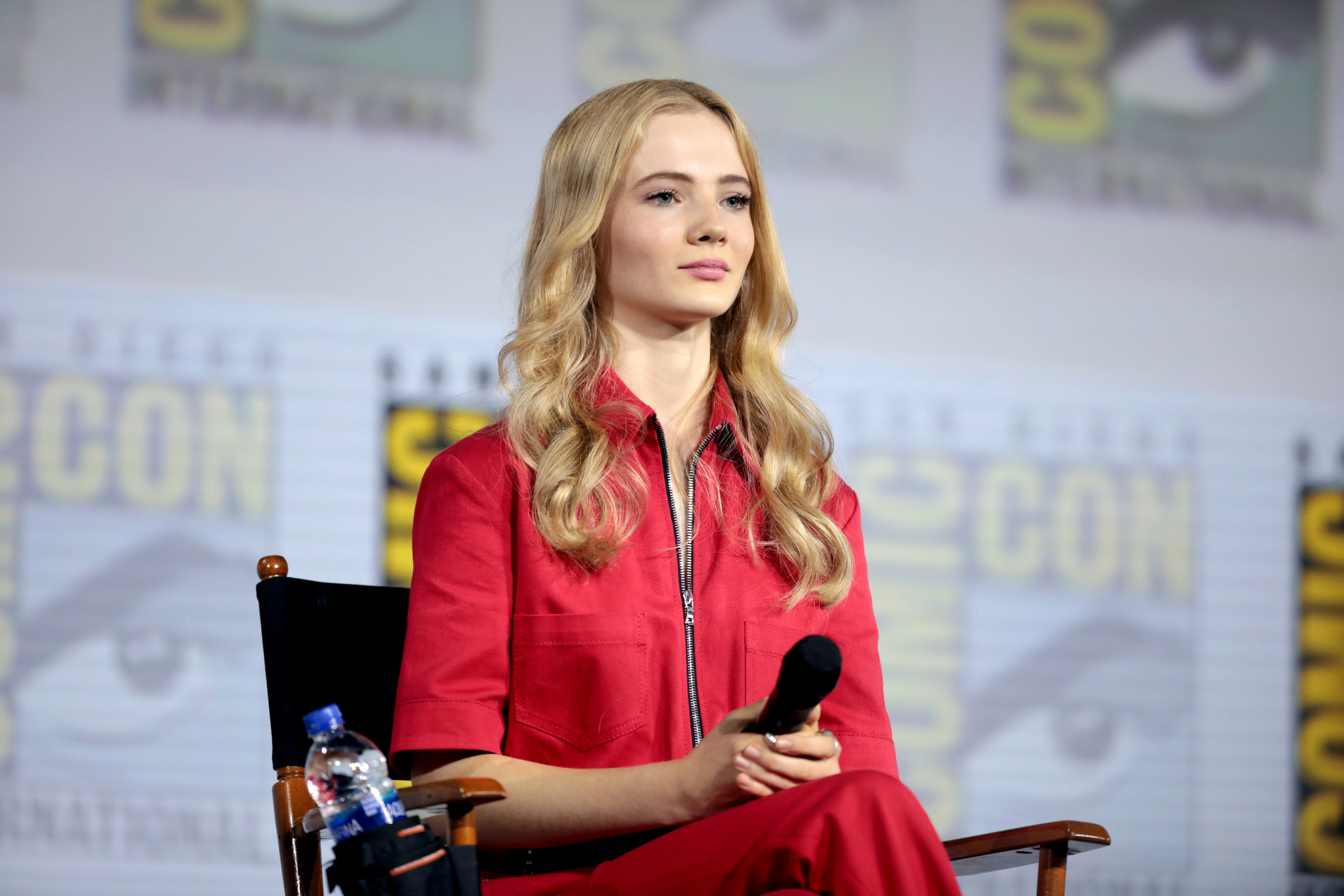
Freya Allan v roce 2019 na San Diego Comic-Conu

Dne 4. září 2018 bylo oznámeno, že si hlavní roli Geralta zahraje herec Henry Cavill, který byl vybrán z více než 200 účastníků castingu. Kvůli seriálu získal za svoji kariéru nejlepší fyzickou formu. S tréninkem mu pomáhal kulturista Dave Rienzi.
V říjnu 2018 byla Anya Chalotra obsazena do role Yennefer z Vengerbergu a Freya Allan do role princezny Cirilly. K obsazení seriálu se přidali také Jodhi May, Björn Hlynur Haraldsson, Adam Levy, MyAnna Buring, Mimi Ndiweni a Therica Wilson-Read. Následujícího měsíce byli oznámeni další členové obsazení: Eamon Farren, Joey Batey, Lars Mikkelsen, Royce Pierreson, Maciej Musiał, Wilson Radjou-Pujalte a Anna Shaffer. Během produkce byla postava Marilky přeobsazena a roli získala Mia McKenna-Bruce.

### Natáčení
V dubnu 2018 Lauren Schmidt Hissrich uvedla, že se seriál bude natáčet ve východní Evropě. Téhož měsíce producent Erik Bramak na konferenci v Římě doplnil, že se bude filmovat i ve střední Evropě, především pak v Polsku.
Hlavní natáčení první řady začalo 31. října 2018 v Maďarsku. V březnu se produkce přesunula na ostrov Gran Canaria na Kanárských ostrovech. Některé scény byly natočeny i na ostrovech La Palma a La Gomera. Na konci března se filmovalo v Maďarsku, a to v Budapešti na hradě Vajdahunyad. Hlavní natáčení skončilo na hradě Ogrodzieniec v Polsku na konci května v roce 2019.

## Vydání
První upoutávka se dočkala uveřejnění na San Diego Comic-Conu 19. července 2019. Plnohodnotný trailer k první řadě byl zveřejněn dne 31. října 2019 na Lucca Comics & Games. Finální trailer seriálu byl publikován 12. prosince 2019.
Dne 18. prosince 2019 byl Zaklínač předpremiérově uveden na závodní dráze Służewiec ve Varšavě. První řada měla premiéru dne 20. prosince 2019.

## Přijetí

### Kritika
První řada seriálu dostala od recenzního agregátoru Rotten Tomatoes 67 %. Hodnocení je založeno na 85 recenzích. Na stránce Metacritic dostala první řada při 17 recenzích 53 bodů ze 100, jedná se tedy o „smíšené nebo průměrné recenze“.
Tvůrkyně Lauren Schmidt Hissrich se ke kritice vyjádřila a napsala: „Kdo mě zajímá? „Profesionální kritici“, kteří viděli jednu epizodu a zbytek přeskočili? Nebo PRAVÍ fanoušci, kteří viděli všech osm dílů v jeden den a plánují se na ně znovu kouknout?“ Odkazovala tak na kritika Darrena Franicha z Entertainment Weekly a na jeho kontroverzní recenzi, ve které sám přiznal, že přeskočil několik dílů řady a označil ji stupněm F (nejhorší).

### Přijetí publikem
Hodnocení se však mezi kritiky a publikem značně liší. Na stránce Rotten Tomatoes dostala první řada 92 % a na Metacritic 7,6 bodů z 10. Mezinárodní publikum hodnotí seriál na IMDb 8,3 body z 10, čeští sledující pak první řadu ohodnotili na ČSFD 79 % a polský Filmweb dal seriálu 7,6 bodů z 10.
Dle stránky Parrot Analytics byl Zaklínač třetím nejžádanějším seriálem v USA, před ním pak byly umístěny seriály Stranger Things a The Mandalorian.
Někteří fanoušci kritizovali nedodržení předlohy a obsazení černošských herců do role bílých postav. Netflix původně hledal BAME dívku (zkratka, která odkazuje na černošské, asijské a další etnické minority) i do role princezny Ciri, ale to se setkalo s velkým odporem fanoušků série.